# Llac Winnipeg
El Llac Winnipeg és un gran llac d'Amèrica del Nord que té 24.514 km². Es troba al Canadà a la província de Manitoba, amb la seva punta sud a 55 km al nord de la ciutat de Winnipeg. La ciutat més important a la seva riba és Gimli a Manitoba.
El llac Winnipeg és el sisè llac d'aigua dolça més gran del Canadà i l'onzè llac d'aigua dolça més gran del món, cubica 294 km3 d'aigua. però és relativament poc profund (la seva fondària mitjana és de 12 m) Té una forma allargada amb 416 km de nord a sud i una amplada d'entre 40 i 100 km, amb platges de sorra, grans penya-segats calcaris i moltes coves de ratpenats en algunes zones. L'empresa Manitoba Hydro fa servir aquest llac com un dels grans embassaments que hi ha al món. Hi ha moltes illes a aquest llac. Es troba auna altitud de 217 m sobre el nivell del mar 
Hi aporten les seves aigües, entre d'altres, el riu Winnipeg, Saskatchewan i el Red River.
La seva conca de drenatge fa 984.200 km² i cobreix gran part d'Alberta, Saskatchewan, Manitoba, nord-oest d'Ontario, Minnesota, i Dakota del Nord.
El llac Winnipeg drena cap al nord al riu Nelson amb una mitjana anual de 2.066 metres cúbics d'aigua per segon, que desguassa a la Badia de Hudson.

## Hidrografia

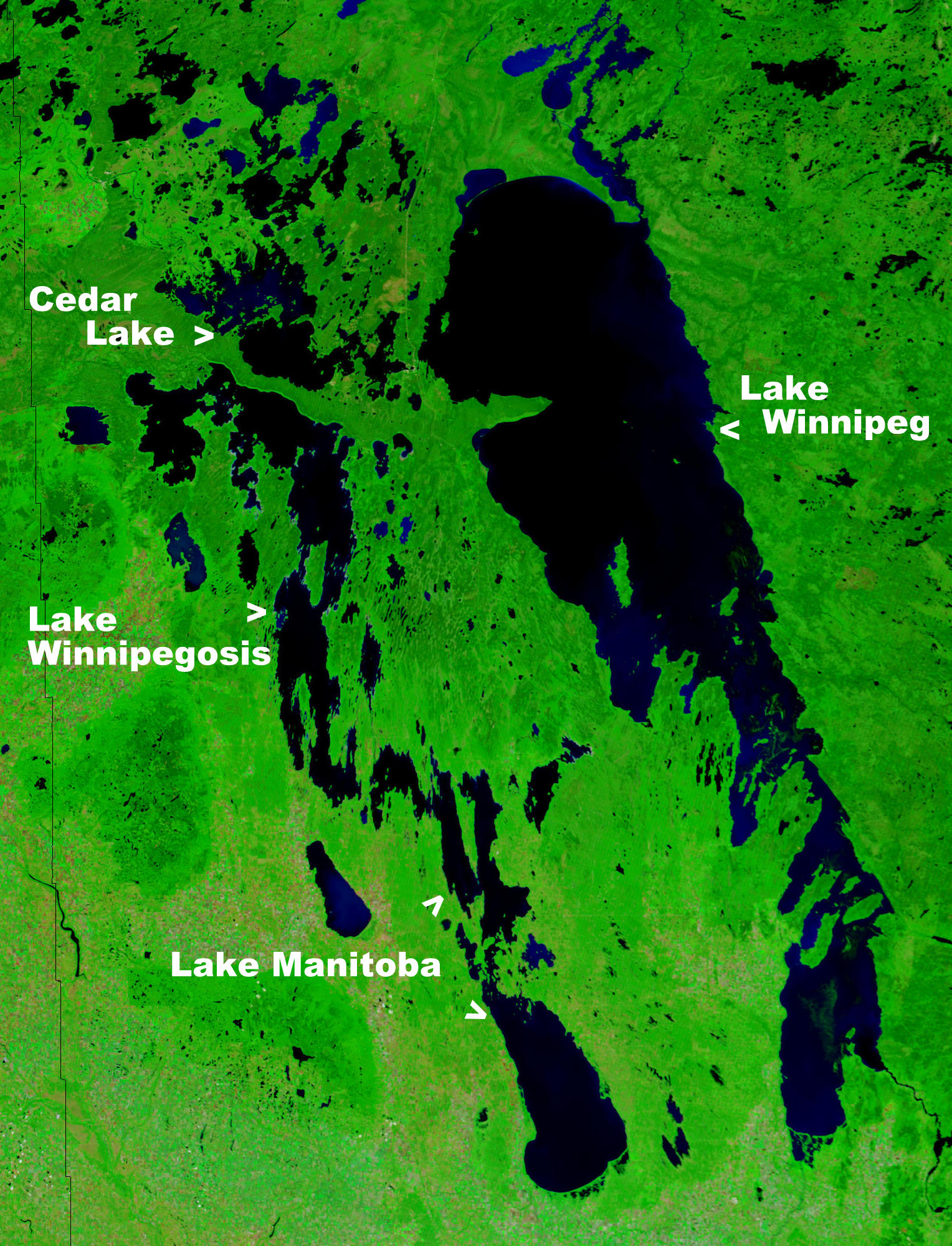
Imatge de la NASA en fals color del llac Winnipeg

El llac Winnipeg té la conca hidrogràfica més gran de qualsevol llac del Canadà, rebent aigua de quatre estats dels EUA: (Dakota del Nord i Minnesota a través dels afluents del riu Red, Dakota del Sud a través dels rius que desemboquen al llac Traverse i Montana a través dels afluents del riu Oldman) i quatre províncies canadenques (Alberta, Saskatchewan, Ontario i Manitoba). La conca hidrogràfica del llac mesura uns 982.900 km². El seu drenatge és unes 40 vegades més gran que la seva superfície, una proporció més gran que qualsevol altre gran llac del món.
El llac Winnipeg desguassa cap al nord al riu Nelson a una velocitat mitjana anual de 2.066 metres cúbics per segon (72.960 cu ft/s) i forma part de la conca hidrogràfica de la Badia de Hudson, que és una de les conques de drenatge més grans del món. Aquesta zona de la conca hidrogràfica era coneguda com a Terra de Rupert quan la Companyia de la Badia de Hudson va ser nolegada el 1670.

### Afluents

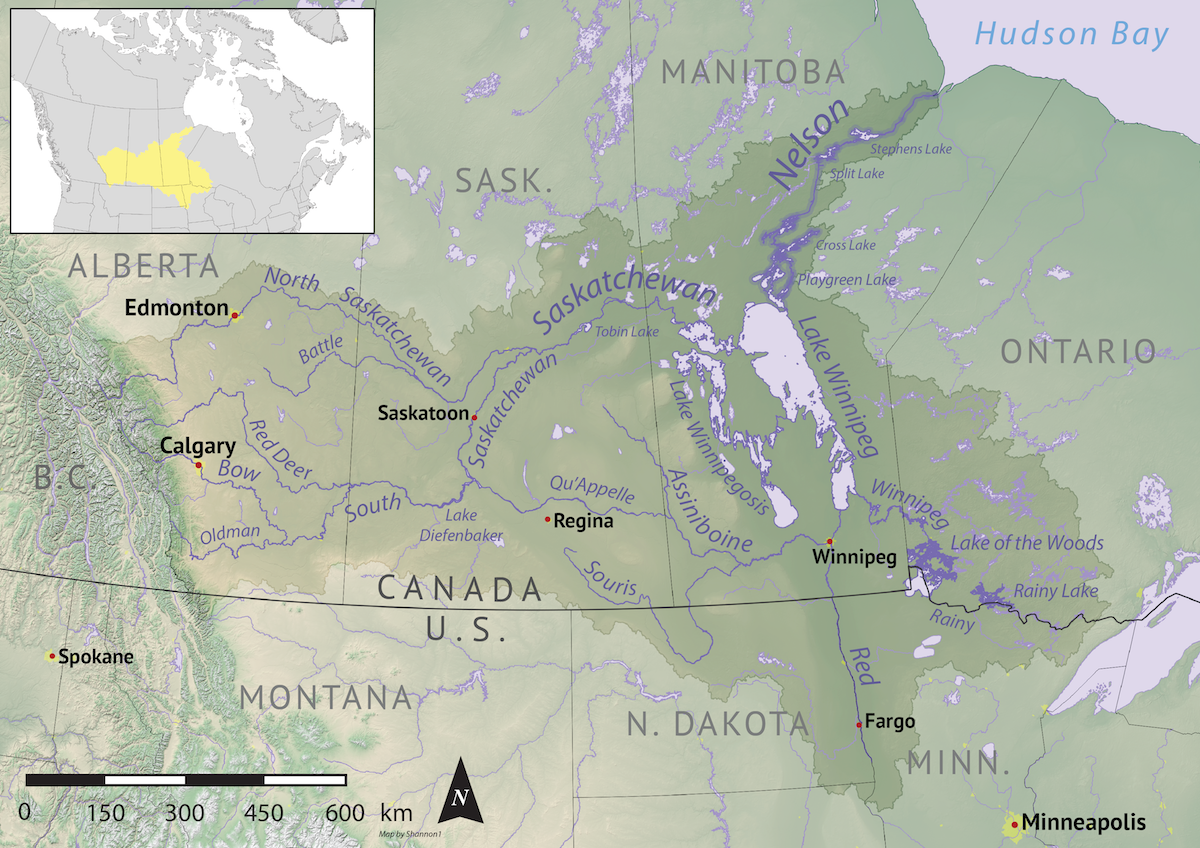
Conca del riu Nelson

El riu Saskatchewan desemboca des de l'oest a través del llac Cedar, el riu Vermell (inclòs el riu Assiniboine) hi entra des del sud i el riu Winnipeg (drenant el llac dels boscos, el riu Rainy i el llac Rainy) entra des del sud-est. El riu Dauphin entra per l'oest, drenant els llacs Manitoba i Winnipegosis. El riu Bloodvein, el riu Berens, el riu Poplar i el riu Manigotagan flueixen des del costat oriental del llac que es troba dins de l'escut canadenc.
Altres afluents del llac Winnipeg (en el sentit de les agulles del rellotge des de l'extrem sud) inclouen; Desguàs Meleb (canal de drenatge), Drunken River, Islandic River, Washow Bay Creek, Sugar Creek, Beaver Creek, Mill Creek, Moose Creek, Fisher River, Jackhead River, Kinwow Bay Creek, Jackpine Creek, Mantagao River, Solomons Creek, Jumping Creek, Warpath River, South Two Rivers, North Two Rivers, South Twin Creek, North Twin Creek, Saskachaywiak Creek, Eating Point Creek, Woody Point Creeks, Muskwa Creek, Buffalo Creek, Fiddler Creek, Sturgeon Creek, Hungry River, Cypress Creek, William Riu, riu Bélanger, riu Mukutawa, Crane Creek, Kapawekapuk Creek, Marchand Creek, Leaf River, Pigeon River, Taskapekawe Creek, Bradbury River, Petopeko Creek, Loon Creek, Sanders Creek, Rice River, Wanipigow River, Barrie Creek, Mutch Creek, Sandy River, Black River, Sandy Creek, Catfish Creek, Jackfish Creek, Marais Creek, Brokenhead River i Devils Creek.

## Geologia
El llac Winnipeg i el llac Manitoba són restes del llac glacial prehistòric Agassiz, encara que hi ha proves d'una conca sud dessecada del llac Winnipeg fa aproximadament 4.000 anys. La zona entre els llacs s'anomena Regió d'Interlacs, i tota la regió s'anomena Terres Baixes de Manitoba.

## Història Natural

### Peixos
Els diferents hàbitats que es troben dins del llac suporten un gran nombre d'espècies de peixos, més que qualsevol altre llac del Canadà a l'oest dels Grans Llacs. Seixanta de les setanta-nou espècies autòctones que es troben a Manitoba són presents al llac. Les famílies representades inclouen llamprees (Petromyzontidae), esturions (Acipensèrids), mooneyes (Hiodontidae), peixos (Ciprínids), ventoses (Catostòmids), bagres (Ictalúrids), lluços (Esocidae), truites i peixos blancs (Salmònids), truites (Perpsico trousse), bacallà (Gàdids), espinos (Gasterostèids), esqueix (Còtids), peix lluna (Centràrquids), perca (Pèrcids) i tambor (Esciènids).
Es considera que dues espècies de peixos presents al llac estan en risc, el Coregonus zenithicus de mandíbula curta i el Ictiobus cyprinellus de boca gran.
La truita arc de Sant Martí i la truita comuna s'emmagatzemen a les aigües de Manitoba per les pesqueries provincials com a part d'un programa per donar suport a les oportunitats de pesca. Cap espècie és capaç de mantenir-se independentment a Manitoba. La Perca americana de boca petita es va registrar per primera vegada al llac l'any 2002, cosa que indica que les poblacions introduïdes en altres llocs de la conca hidrogràfica ara estan presents al llac. El Morone chrysops es va gravar per primera vegada al llac l'any 1963, deu anys després de ser introduït al llac Ashtabula a Dakota del Nord. La carpa comuna es va introduir al llac a través del riu Roig del Nord i està fermament establerta.

### Ocells
El llac Winnipeg ofereix llocs d'alimentació i nidificació per a una gran varietat d'aus associades a l'aigua durant els mesos d'estiu.

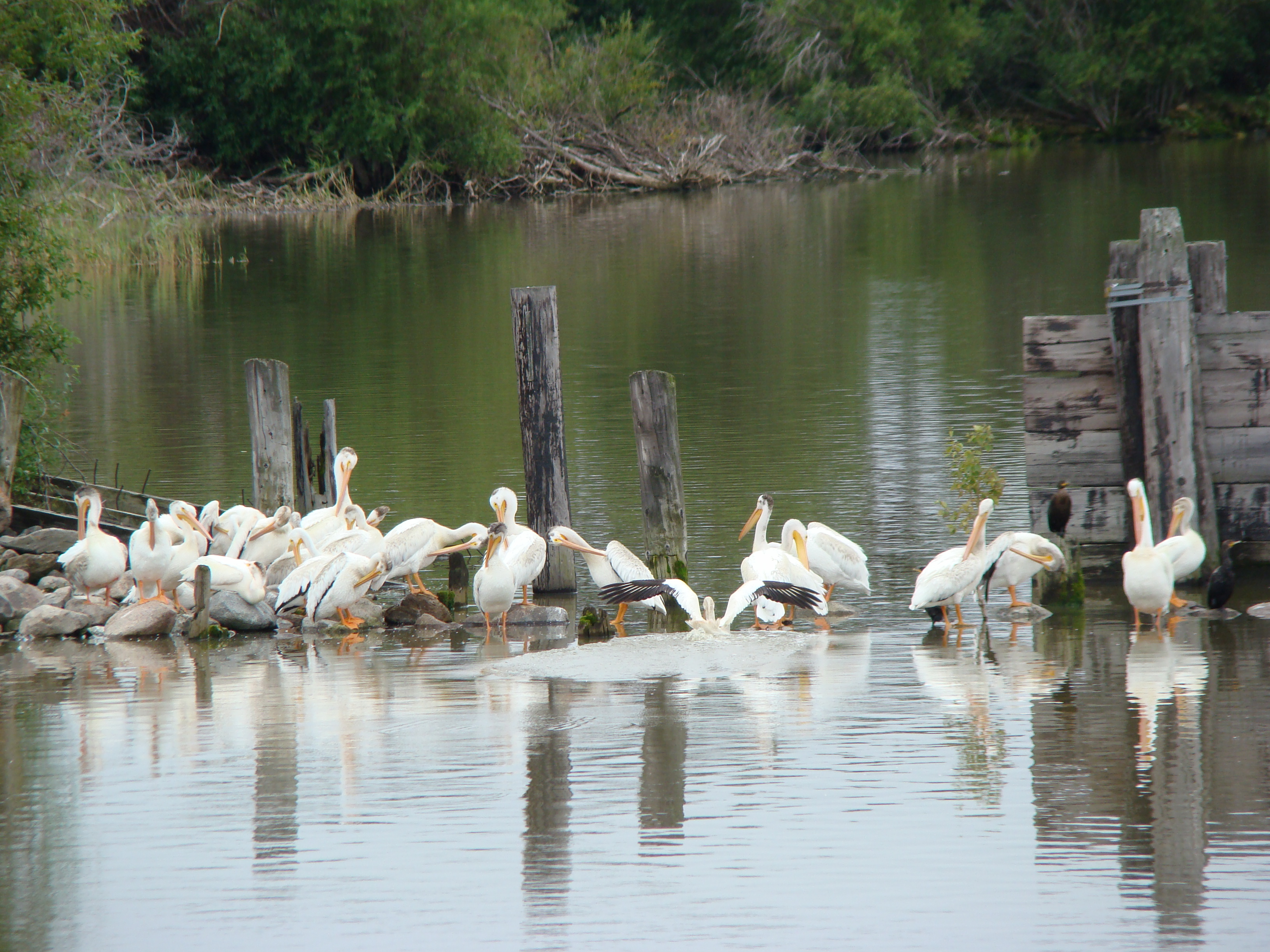
Pelicans blancs americans a prop de la costa, parc provincial d'Hecla-Grindstone

Les illes aïllades i deshabitades ofereixen llocs de nidificació per a les aus colonials nidificants, com ara pelicans, gavines i xatrans. Les grans maresmes, les costes i els baixos permeten que aquests ocells s'alimentin amb èxit a ells mateixos i a les seves cries. Les roques Pipestone es consideren un lloc important a nivell mundial per als pelicans blancs americans. El 1998, s'estima que el 3,7% de la població mundial d'aquest ocell en aquell moment es va comptar nidificant als afloraments rocosos. El mateix lloc és important a Amèrica del Nord pel nombre d'ocells aquàtics colonials que utilitzen la zona, especialment els xatracs comuns. Altres àrees de nidificació importants a nivell mundial es troben a l'illa Gull i a l'illa Sandhill, a l'illa Little George i a l'illa Louis. Entre els ocells que nidifiquen en aquests llocs hi ha el xatrac comú i el xatrac gros, el gavià argentat americà, la gavina de Delaware, el corb marí orellut i el morell buixot.
El llac Winnipeg té dos llocs considerats globalment importants en la migració de tardor. Grans poblacions d'aus aquàtiques i ocells litorals utilitzen les barres de sorra a l'est de Riverton com a àrea de descans per a la migració de tardor. El pantà de Netley-Libau, on el riu Vermell entra al llac Winnipeg, és utilitzat per oques, ànecs i orenetes per reunir-se per a la migració cap al sud.
El corriol xiulador, una espècie d'ocells litorals en perill d'extinció, es troba a diversos llocs al voltant del llac. Els Gull Bay Spits, al sud de la ciutat de Grand Rapids, es consideren llocs de nidificació d'importància nacional per a aquesta espècie.

### Àrees protegides
- Parc provincial de Beaver Creek
- Parc provincial de Camp Morton
- Elk Island Provincial Park
- Parc provincial de Fisher Bay
- Parc provincial de Grand Beach
- Parc Provincial Hecla-Grindstone
- Parc provincial de la platja de Hnausa
- Parc provincial de Kinwow
- Parc provincial de Patricia Beach
- Parc provincial de Sturgeon Bay
- Parc provincial de Winnipeg Beach

### Qüestions ambientals
El llac Winnipeg pateix molts problemes ambientals, com ara una explosió a la població d'algues, causada per quantitats excessives de fòsfor que s'infiltra al llac, per tant, no absorbeix prou nitrogen. Els nivells de fòsfor s'acosten a un punt que podria ser perillós per a la salut humana.
El Global Nature Fund va declarar el llac Winnipeg com el "llac amenaçat de l'any" el 2013.
El 2015, hi va haver un augment important de musclos zebras al llac Winnipeg, la reducció del qual és gairebé impossible a causa de la manca de depredadors naturals al llac. Els musclos són devastadors per a les oportunitats ecològiques del llac.

## Història

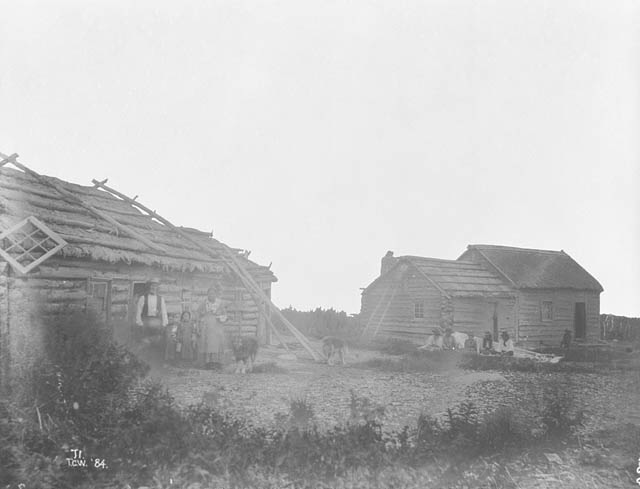
Una estació de la Hudson's Bay Company al Llac Winnipeg, cap a 1884

El llac Winnipeg i el llac Manitoba són les restes del prehistòric Llac glacial Agassiz.
Es creu que Henry Kelsey va ser el primer europeu a veure aquest llac, l'any 1690. Ell va adoptar el nom que li van donar els amerindis Cree: wīnipēk (ᐐᓂᐯᐠ), que significa "aigües fangoses". La Vérendrye li va donar el nom d'Ouinipigon quan va construir els primers forts en aquesta zona a la dècada de 1730. Més tard, la Red River Colony va donar a la capital de Manitoba el nom de Winnipeg.

## Creixement d'algues i contaminació
El llac Winnipeg pateix molts problemes mediambientals, com és l'explosió en la població d'algues, causada per l'eutrofització associada a quantitats excessives de fòsfor que arriben al llac i la conseqüència de no absorbir prou nitrogen per contrarestar-la. El nivell que s'assoleix de fòsfor s'aproximen als perjudicials per a la salut humana.

## Pesca
Al llac Winnipeg hi ha una important activitat pesquera. Les seves captures formen una part important del total dels 30 milions de dòlars de la indústria pesquera de Manitoba.